# Campionats del món de ciclisme en ruta de 1979
Els Campionats del món de ciclisme en ruta de 1979 es disputaren del 22 al 26 d'agost de 1979 a Valkenburg, Països Baixos.

## Resultats
| Proves :                            | Or                                                                                        | Or         | Argent                                                                       | Argent   | Bronze                                                                          | Bronze   |
| Masculines                          |                                                                                           |            |                                                                              |          |                                                                                 |          |
| Cursa en línia masculina detalls    | Jan Raas · Països Baixos                                                                  | 7h 03' 09" | Dietrich Thurau · RFA                                                        | m. t.    | Jean-René Bernaudeau · França                                                   | m. t.    |
| Cursa en línia masculina amateur    | Gianni Giacomini · Itàlia                                                                 | 4h 19' 26" | Jan Jankiewicz · Polònia                                                     | m. t.    | Bernd Drogan · Alemanya de l'Est                                                | + 1"     |
| Contrarellotge per equips masculins | Alemanya de l'Est · Bernd Drogan · Hans-Joachim Hartnick · Andreas Petermann · Falk Boden | 1h 58' 29" | Polònia · Jan Jankiewicz · Czesław Lang · Stefan Ciekanski · Witold Plutecki | + 2' 04" | Noruega · Geir Digerud · Morten Saether · Jostein Wilmann · Hans-Peter Odegaard | + 2' 13" |
| Femenines                           |                                                                                           |            |                                                                              |          |                                                                                 |          |
| Cursa en línia femenina detalls     | Petra de Bruin · Països Baixos                                                            | 1h 43' 57" | Jen de Smet · Bèlgica                                                        | m. t.    | Beate Habetz · RFA                                                              | + 26"    |

## Medaller
| Posició | País              | Or | Plata | Bronze | Total |
| 1       | Països Baixos     | 2  | 0     | 0      | 2     |
| 2       | Alemanya de l'Est | 1  | 0     | 1      | 2     |
| 3       | Itàlia            | 1  | 0     | 0      | 1     |
| 4       | RFA               | 0  | 1     | 1      | 2     |
| 5       | Polònia           | 0  | 2     | 0      | 2     |
| 6       | Bèlgica           | 0  | 1     | 0      | 1     |
| 7       | França            | 0  | 0     | 1      | 1     |
| 7       | Noruega           | 0  | 0     | 1      | 1     |
| Total   | Total             | 4  | 4     | 4      | 12    |